# Мелокактус
Мелокактус (Melocactus Link & Otto (1827)) — рід сукулентних рослин з родини кактусових.

## Етимологія

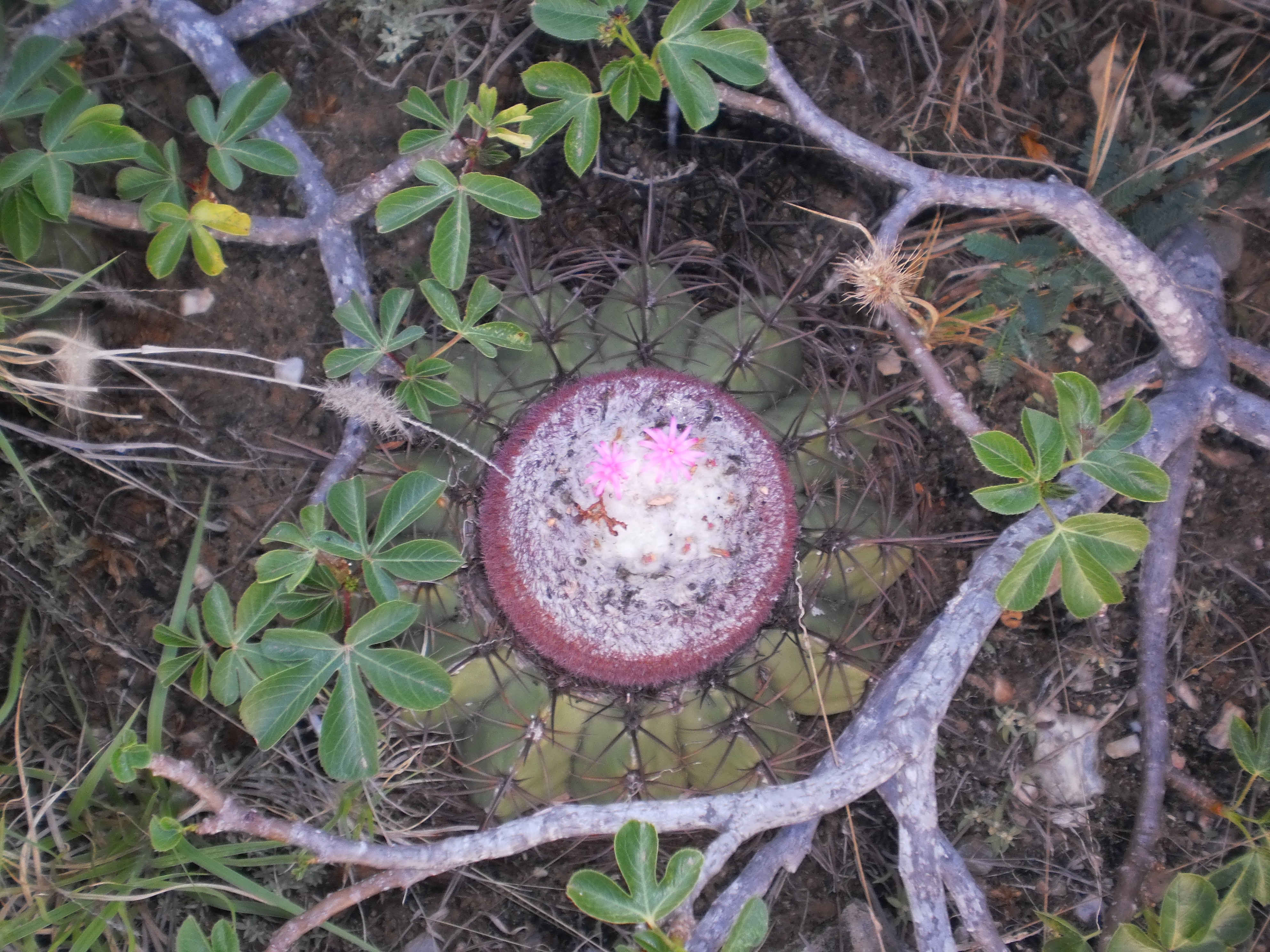
Квітучий мелокактус

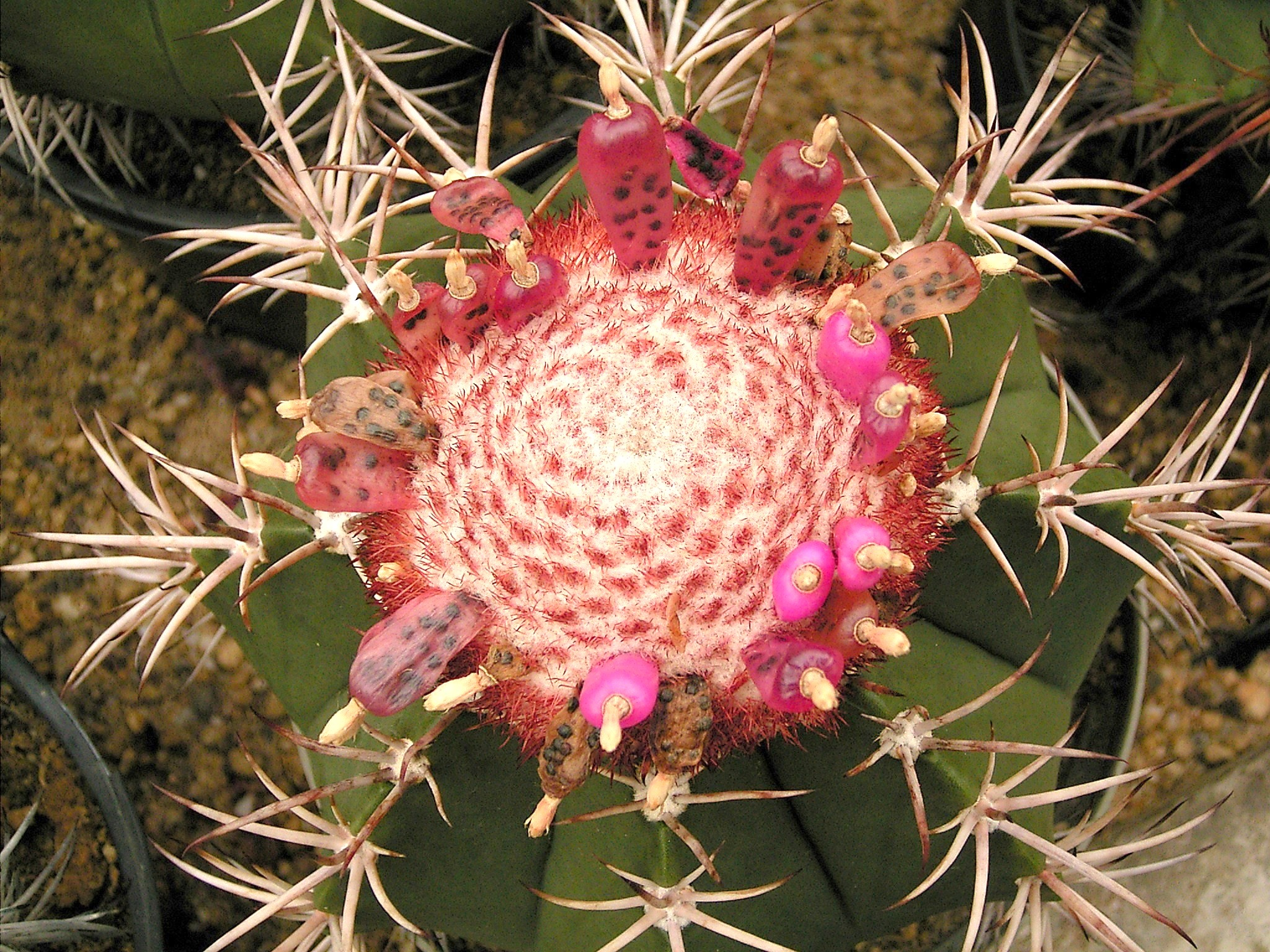
Melocactus curvispinus з плодами

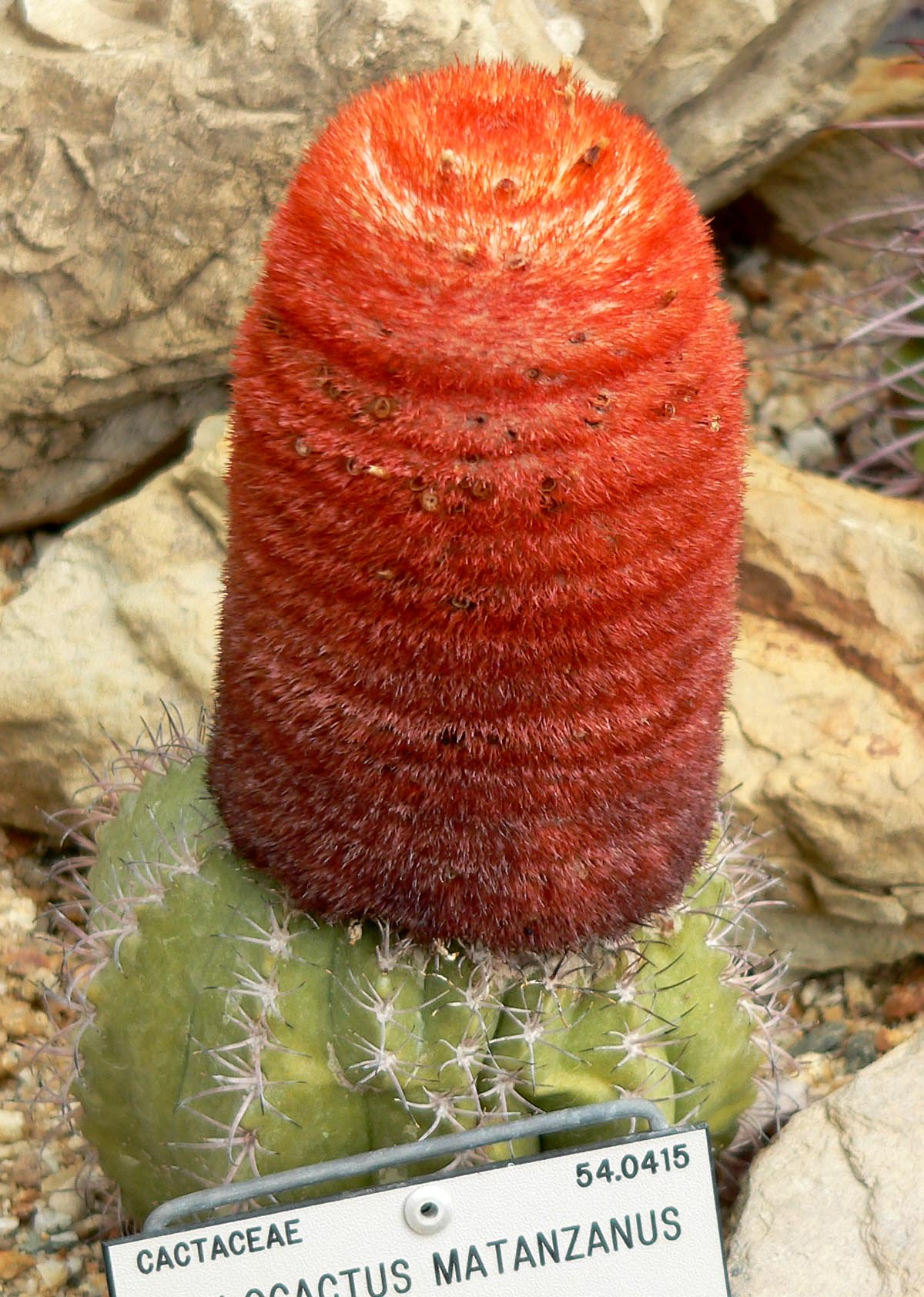
Melocactus matanzanus

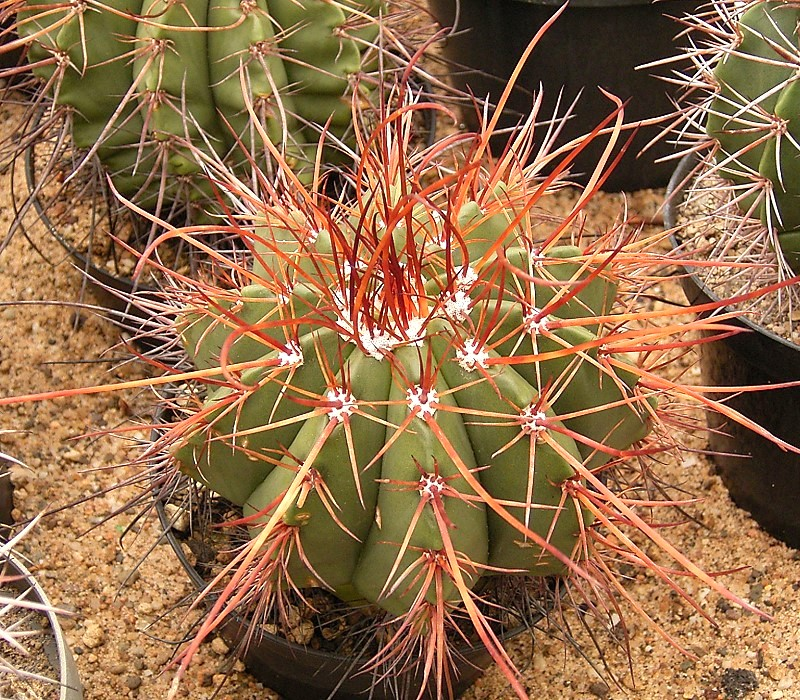
Melocactus ernestii

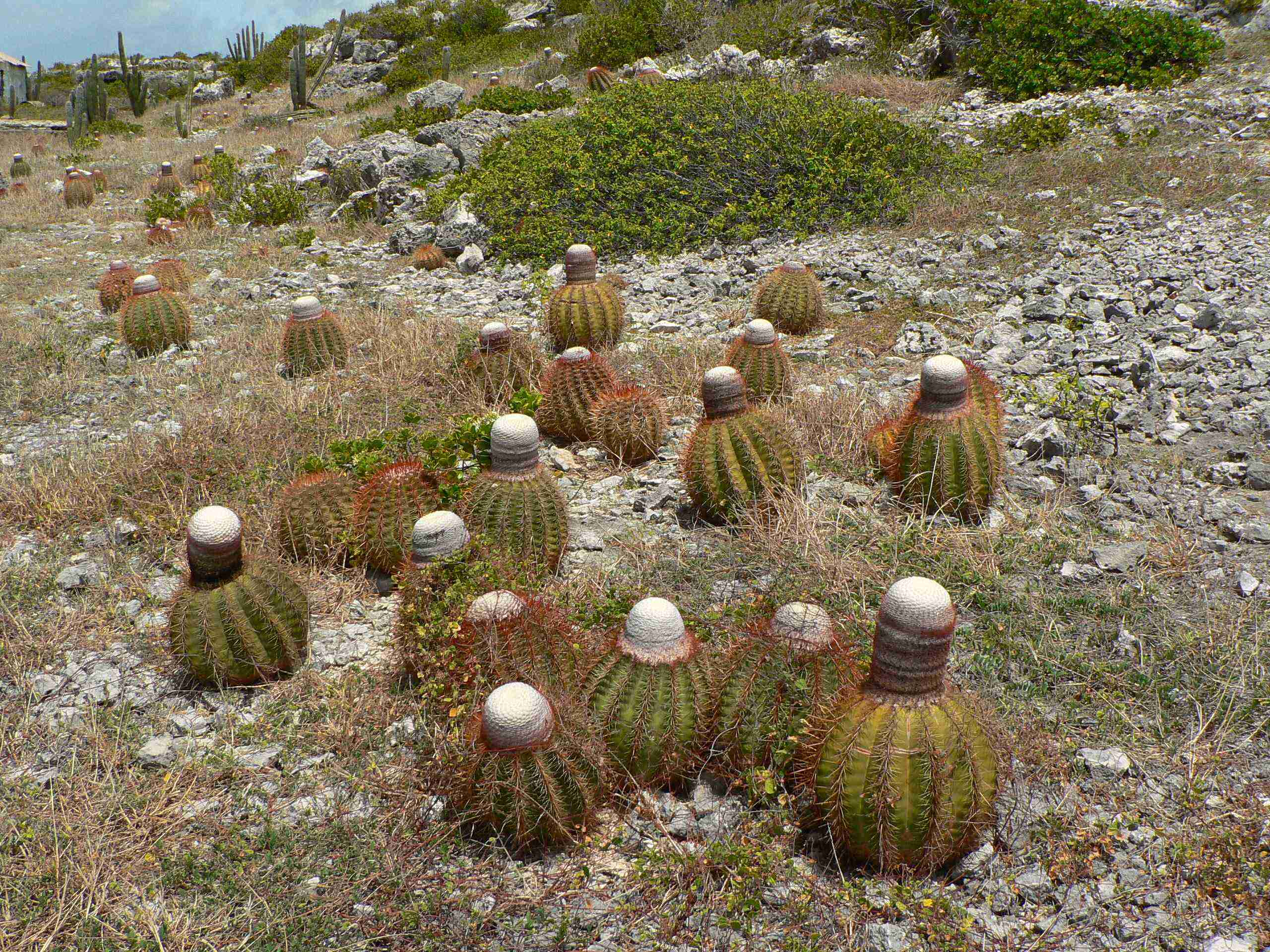
Melocactus macracanthos у природних умовах на острові Аруба

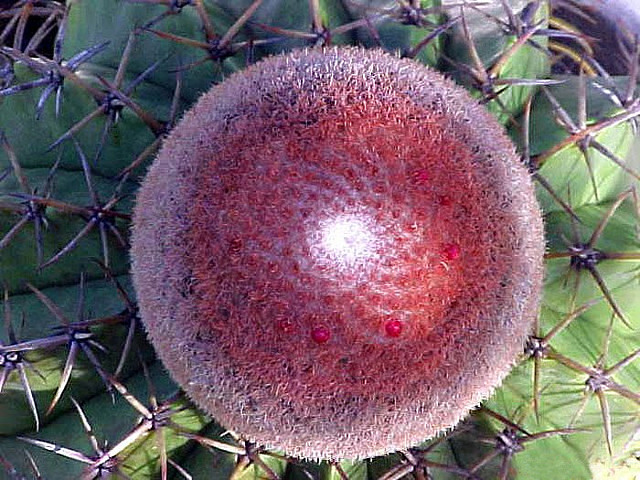
Цефалій Melocactus zehntneri

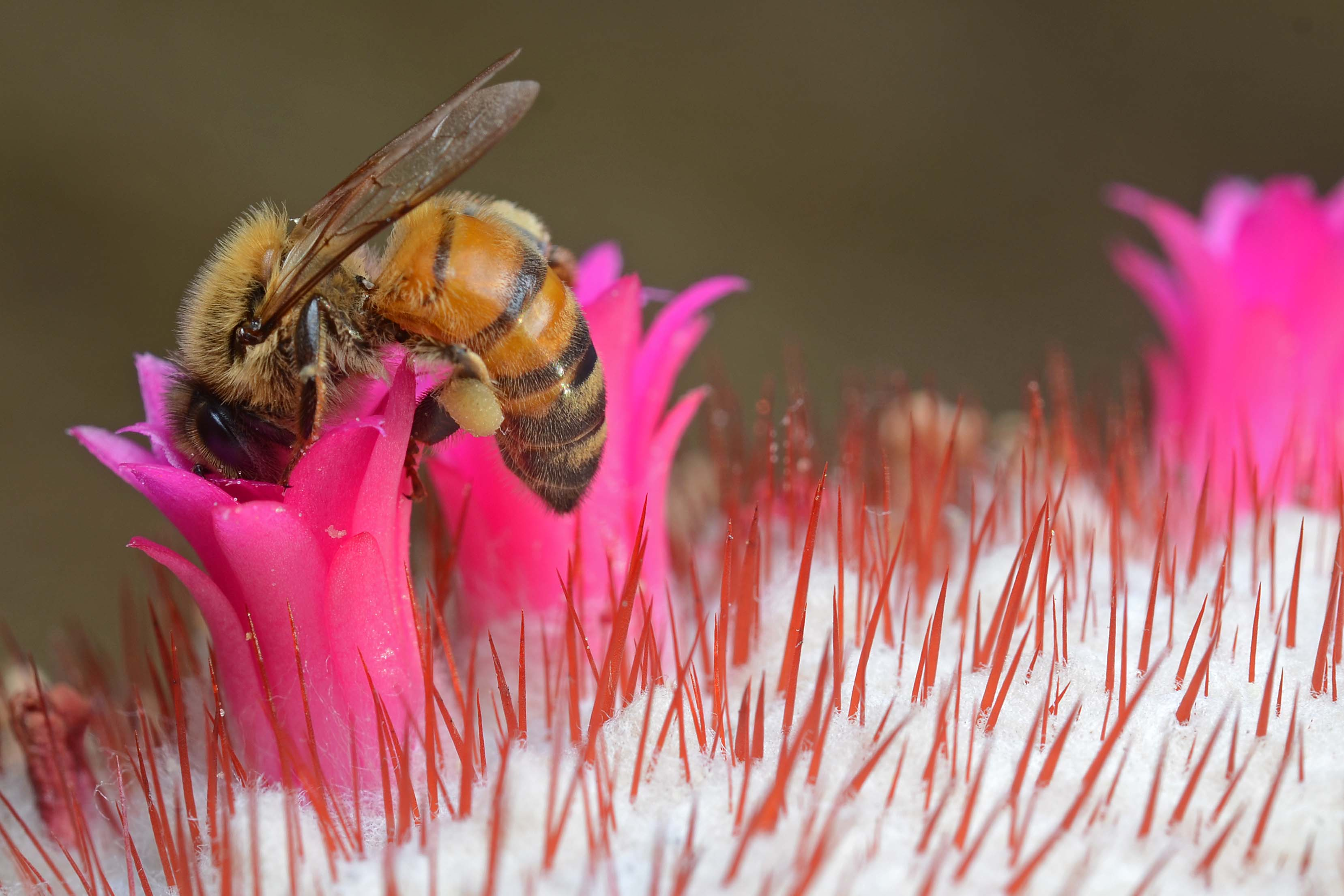
Бджола добуває нектар у квітці Melocactus intortus

Назва походить від лат. melo — диня, яку за формою нагадують стебла цього кактуса.

## Історія
Ймовірно, саме мелокактуси були серед перших кактусів, з якими зустрілись європейці у Південній Америці. В будь-якому випадку, в Англії мелокактуси з'явились вже в кінці 15 століття.
Мелокактуси були серед 22 видів кактусів, описаних Ліннеєм в середині 18 століття. Формально рід був описаний у 1827 р.

## Ареал та екологія
Мелокактуси ростуть майже на всіх Вест-Індійських островах і в прибережних районах Центральної Америки, в тому числі на півдні Мексики, а також у Перу, Колумбії, Венесуелі та Бразилії, іноді настільки близько до моря, що бризки морської води потрапляють на рослини, але це їм не шкодить. Деякі види, в тому числі Melocactus intortus, ростуть на глинисто-перегнійних ґрунтах, більшість же — на дуже піщанистих, деколи майже на одному піску. Зустрічаються мелокактуси і у внутрішніх районах, далеко від узбережжя, наприклад бразильський Melocactus neryi.

## Морфологічні ознаки
Це поодинокі, кулясті або укороченно циліндричні рослини, що досягають деколи 1 м заввишки, але зазвичай набагато нижче, і 10-20 см в діаметрі. Стебла у них чітко ребристі, 9-20 ребер, як правило, прямих, несуть овальні, мало опушені ареоли, віддалені одна від одної на 2,5 см. Колючки не більше 2,5 см завдовжки, білого, сірого або коричневого кольору: до 15, що розходяться по сторонам, злегка вигнутих радіальних і 1-4 стирчачих центральних, дещо довших, ніж радіальні, але так само забарвлених. Мелокактуси, подібно Цефалоцереусам і Хаагеоцереусам, утворюють цефалії. Але цефалії у мелокактуса справжні, термінальні; вони являють собою компактну масу волосків і колючок (щетинкоподібних і забарвлених інакше, ніж на решті частини тіла), що з'являється на верхівці рослини. Цефалій, як правило, розвивається тільки на десятирічних або двадцятирічних кактусах, молоді ж рослини схожі на інші кулясті кактуси. Квітки дуже дрібні, зазвичай яскраво забарвлені, вони тримаються на рослині лише якихось кілька годин, але їх багато і з'являються вони кожен день протягом усього літа і осені. Пізніше на їх зміну приходять подовжені (1,25 см і більше) гладкошкірі плоди, при дозріванні різних відтінків рожевого кольору.

## Культура мелокактусів
Незважаючи на свої адаптивні здібності, рослини, перенесені з природного середовища в умови колекцій гинуть, такий кліматичний стрес рослини з тропічних та екваторіальних широт в наших умовах не здатні пережити і акліматизація неможлива. Тому найкращим способом збереження мелокактуса є їх вирощування з насіння. Сіянці розвиваються порівняно швидко і вже через 6-8 місяців готові повноцінно рости на рівні з іншими кактусами.
Субстрат для мелокактусів повинен бути достатньо пористим, та добре дренованим для пропускання надлишку води з горщику. Єдиної формули ґрунту немає, але він повинен як мінімум на 60 % складатись з пористих та гравійних складових наприклад (гравій, бита цегла), також важливою складовою є розпушувачі ґрунту (перліт, вермікуліт), відсоток ґрунту близько 10 — 30 % (дернова, глинисто-дернова, листова земля)
Особливістю кореневої системи є її розвиток в природних умовах більше в ширину по верхньому шару ґрунту, ніж у глибину. Цю генетичну пам'ять зберігають і культурні рослини. Тому миски для дорослих екземплярів повинні бути широкими і мілкими, що виключає застій вологи в нижніх шарах субстрату, однак з багаторічного досвіду спостерігалось, що мелокактуси чудово ростуть і в квадратних глибоких горщиках.
Культура мелокактусів не являє особливих складнощів. В період вегетації вони люблять багато сонця і достатньо вологи тому поливати їх потрібно вчасно (але необхідно не забувати, що ґрунт між поливами повинен повністю просохнути). В спекотні літні дні ростуть дуже швидко і за сезон можуть збільшитись більш ніж у два рази.
Зрілі рослини формують цефалій у 10 і більше років, Melocactus matanzanus може формувати цефалій у 6 — 8 років. Швидкість формування цефалію напряму залежить від умов утримання, якщо кактус цілий рік тримають на максимально можливому сонячному місці то формування цефалію пришвидшується на декілька років.
У зимовий період оптимальна температура 8 — 12 °C, більш тепліша зимівля в 15-20 °C провокує небажаний зимовий ріст та швидшій втраті запасів вологи у стеблі.
В деяких джерелах рекомендують поливати дорослі мелокактуси 2-3 рази за зиму, однак, спостерігаючи за дорослими рослинами без цілковитого поливу, не було помічено жодних втрат, рослини благополучно пережили суху зимівлю. Зимовий полив сіянців можна проводити 2-3 рази за зиму, першою ознакою, що сіянці засвоїли вологу, є збільшення розміру кактуса. З приходом весняного тепла мелокактуси пробуджують акуратним поливом, потім через пару тижнів процедуру повторюють, першою ознакою пробудження буде збільшення розміру стебла і виштовхування ягід із цефалію.

## Охорона у природі
37 видів роду Мелокактус входять до Червоного списку Міжнародного Союзу Охорони Природи:
| - Melocactus andinus — статус: «Види під загрозою вимирання» - Melocactus azureus — статус: «Види під загрозою вимирання» - Melocactus bahiensis — статус: «Найменший ризик» - Melocactus bellavistensis — статус: «Даних недостатньо» - Melocactus braunii — статус: «Види на межі зникнення» - Melocactus brederooianus — статус: «Види на межі зникнення» - Melocactus broadwayi — статус: «Види, близькі до загрозливого стану» - Melocactus caroli-linnaei — статус: «Види, близькі до загрозливого стану» - Melocactus concinnus — статус: «Найменший ризик» - Melocactus conoideus — статус: «Види на межі зникнення» - Melocactus curvispinus — статус: «Найменший ризик» - Melocactus deinacanthus — статус: «Види під загрозою вимирання» - Melocactus ernestii — статус: «Найменший ризик» - Melocactus estevesii — статус: «Даних недостатньо» - Melocactus ferreophilus — статус: «Види на межі зникнення» - Melocactus glaucescens — статус: «Види під загрозою вимирання» - Melocactus harlowii — статус: «Найменший ризик» - Melocactus inconcinnus — статус: «Найменший ризик» - Melocactus intortus — статус: «Найменший ризик» | - Melocactus lanssensianus — статус: «Види під загрозою вимирання» - Melocactus lemairei — статус: «Види, близькі до загрозливого стану» - Melocactus levitestatus — статус: «Найменший ризик» - Melocactus macracanthos — статус: «Найменший ризик» - Melocactus matanzanus — статус: «Види під загрозою вимирання» - Melocactus mazelianus — статус: «Найменший ризик» - Melocactus neryi — статус: «Найменший ризик» - Melocactus oreas — статус: «Найменший ризик» - Melocactus pachyacanthus — статус: «Уразливі види» - Melocactus paucispinus — статус: «Найменший ризик» - Melocactus peruvianus — статус: «Найменший ризик» - Melocactus praerupticola — статус: «Даних недостатньо» - Melocactus salvadorensis — статус: «Уразливі види» - Melocactus schatzlii — статус: «Уразливі види» - Melocactus smithii — статус: «Найменший ризик» - Melocactus stramineus — статус: «Види під загрозою вимирання» - Melocactus violaceus — статус: «Уразливі види» - Melocactus zehntneri — статус: «Найменший ризик» |